# Euro
Euro (simbol: €; kod: EUR) službena je valuta 20 od 27 država članica Europske unije. Ova skupina država poznata je pod nazivom eurozona ili europodručje i uključuje oko 343 milijuna građana. Euro, koji je podijeljen na 100 centa, druga je najveća i druga po redu valuta u kojoj se najviše trguje na deviznom tržištu nakon američkog dolara.
Valutu službeno koriste institucije Europske unije, četiri europske mikro države (Andora, Monako, San Marino i Vatikan) koje nisu članice EU, britanski prekomorski teritorij Akrotiri i Dhekelia, kao i Crna Gora te Kosovo. koji su ga uvele jednostrano (bez dogovora s EU). Izvan Europe niz posebnih teritorija članica EU također koristi euro kao svoju valutu. Uz to, preko 200 milijuni ljudi širom svijeta koriste valute vezane uz euro.
Euro je druga najveća rezervna valuta, kao i druga najprodavanija valuta na svijetu nakon američkog dolara. S više od 1,3 € bilijuna u opticaju euro ima jednu od najviših kombiniranih vrijednosti novčanica i kovanog novca u opticaju na svijetu.
Naziv euro službeno je usvojen 16. prosinca 1995. u Madridu. Euro je na svjetska financijska tržišta uveden kao računovodstvena valuta 1. siječnja 1999. godine, zamjenjujući bivšu europsku valutnu jedinicu (ECU) u omjeru 1:1 (1,1743 američkih dolara). Fizički eurokovanice i novčanice ušle su u optjecaj 1. siječnja 2002. godine, čineći je svakodnevnom operativnom valutom svojih izvornih članica, a do ožujka 2002. godine u potpunosti su zamijenile bivše valute. Iako je euro nakon dvije godine (26. listopada 2000.) pao na 0,83 američkih dolara, od kraja 2002. trgovao je iznad američkog dolara, dosegnuvši vrhunac od 1,60 američkih dolara 18. srpnja 2008. i od tada se vratio blizu izvorne stope emisije. Krajem 2009. euro se utopio u europsku krizu državnog duga, što je dovelo do stvaranja Europskog fonda za financijsku stabilnost, kao i drugih reformi usmjerenih na stabilizaciju i jačanje valute.

## Uprava
Eurom upravljaju i njime administrira Europska središnja banka (ESB) sa sjedištem u Frankfurtu i Eurosustav (sastavljen od središnjih banaka zemalja eurozone). Kao neovisna središnja banka, ESB ima isključivo ovlaštenje za utvrđivanje monetarne politike. Eurosustav sudjeluje u tiskanju, kovanju i distribuciji novčanica i kovanica u svim državama članicama te u radu platnih sustava eurozone.
Ugovor iz Maastrichta iz 1992. obvezuje većinu država članica EU da usvoje euro nakon što ispune određene monetarne i proračunske kriterije konvergencije, iako to nisu učinile sve države. Ujedinjeno Kraljevstvo i Danska ispregovarali su izuzeća, dok je Švedska (koja se pridružila EU 1995. godine, nakon potpisivanja Ugovora iz Maastrichta) odbila euro na neobvezujućem referendumu 2003. godine i zaobišla obvezu usvajanja eura neispunjavanjem novčanih i proračunskih zahtjeva. Sve države koje su se pridružile EU od 1993. godine obvezale su se da će usvojiti euro.

## Načini izdavanja novčanica
Od 1. siječnja 2002., nacionalne središnje banke (NSB) i ESB izdavale su novčanice eura na zajedničkoj osnovi. NSB Eurosustava dužne su prihvatiti novčanice eura koje su druge članice Eurosustava stavile u opticaj i te se novčanice ne vraćaju. ESB izdaje 8% ukupne vrijednosti novčanica koje je izdao Eurosustav. U praksi novčanice ESB-a stavljaju u optjecaj NSB-ovi, čime nastaju odgovarajuće obveze prema ESB-u. Te obveze nose kamatu po glavnoj stopi refinanciranja ESB-a. Ostalih 92% novčanica eura izdaju NSB proporcionalno njihovim odgovarajućim udjelima u ključu ESB-a, izračunato pomoću nacionalnog udjela stanovništva Europske unije (EU) i nacionalnog udjela u BDP-u EU, podjednako ponderiranih.

## Karakteristike

### Kovanice i novčanice
Euro je podijeljen na 100 centi (koji se nazivaju i euro centi, posebno kada se želi razlikovati ih od ostalih valuta, te se kao takav naziv nalazi na zajedničkoj strani svih cent kovanica). U zakonodavnim aktima Zajednice ne engleskom jeziku, pluralni oblici eura i centa pišu se bez s, bez obzira na uobičajenu upotrebu engleskog jezika. Inače se koriste uobičajene engleske množine, s mnogim lokalnim varijacijama kao što je centime u Francuskoj.
Svim kovanicama u opticaju zajednička je strana koja pokazuje nominalu vrijednost, a u pozadini je karta. Zbog jezične pluralnosti u Europskoj uniji, koristi se inačica latinske abecede eura (za razliku od rjeđe grčke ili ćirilice) i arapskih brojeva. 
Kada je euro uveden karta na kovanicama je prikazivala samo 15 država članica EU-a koje su tada bile članice. Počevši od 2007. godine ili 2008. godine (ovisno o zemlji), stara je karta zamijenjena zemljovidom Europe koji također prikazuje zemlje izvan EU-a poput Norveške, Ukrajine, Bjelorusije, Rusije i Turske.  Kovanice od 1, 2 i 5 centi, međutim, zadržavaju svoj stari dizajn, prikazujući zemljopisnu kartu Europe s 15 država članica iz 2002. podignute nešto iznad ostatka zemalja na zemljovidu. Sve zajedničke strane kovanica dizajnirao je nizozemski dizajner Luc Luycx. Kovanice također imaju i nacionalnu stranu koja prikazuje sliku koju je odabrala država koja je izdala kovanicu. Kovanice eura iz bilo koje države članice mogu se slobodno koristiti u ostalim državama članicama eurozone.
Kovanice se izdaju u apoenima od 2 €, 1 €, 50c, 20c, 10c, 5c, 2c i 1c. Da bi se izbjegla uporaba dva najmanja novčića, neke se gotovinske transakcije zaokružuju na najbližih pet centi u Nizozemskoj i Irskoj (dobrovoljnim dogovorom) i u Finskoj (po zakonu). Komisija obeshrabruje ovu praksu, kao i praksu odbijanja primanja novčanica eura visoke vrijednosti u određenim trgovinama.
Prigodni novčići nominalne vrijednosti 2 eura izdani su s promjenama u dizajnu nacionalne strane kovanice. Tu se ubrajaju i kovanice koje se često izdaju, poput prigodnog kovanica od 2 eura za pedesetu godišnjicu potpisivanja Rimskog ugovora, i nacionalno izdanih kovanica, poput kovanica u spomen na ljetne olimpijske igre 2004. koje je izdala Grčka. Ovi su novčići zakonsko sredstvo plaćanja u cijeloj eurozoni. Izdani su i kolekcionarski novčići s raznim drugim apoenima, ali oni nisu namijenjeni općem prometu i zakonsko su sredstvo plaćanja samo u državi članici koja ih je izdala.
Dizajn novčanica eura zajednički je s obje strane. Dizajn je stvorio austrijski dizajner Robert Kalina. Novčanice se izdaju u apoenima od 5, 10, 20, 50, 100 i 200, dok se apoen 500 više ne izdaje, ali je i dalje u opticaju. Svaka novčanica ima svoju boju i posvećena je određenom umjetničkom razdoblju europske arhitekture. Prednja strana novčanice sadrži prozore ili prolaze, dok stražnja strana ima mostove koji simboliziraju veze između država u uniji. Iako bi nacrti trebali biti lišeni bilo kakvih prepoznatljivih karakteristika, početni projekti Roberta Kaline bili su specifičnih mostova, uključujući Rialto i Pont de Neuilly, a nakon toga su postali generičkiji; konačni projekti još uvijek imaju vrlo slične sličnosti sa svojim specifičnim prototipovima; stoga nisu istinski generički. Spomenici izgledaju dovoljno slični različitim nacionalnim spomenicima da udovolje svima.
Serija Europa ili druga serija izdanih novčanica sastoji se od šest apoena i više ne uključuje 500 €, čije je izdavanje zaustavljeno 27. travnja 2019. godine. Međutim, i prva i druga serija novčanica eura, uključujući i novčanicu od 500 €, i dalje su zakonsko sredstvo plaćanja u cijelom europodručju.

### Obračun plaćanja, elektronički prijenos sredstava
Kapital unutar EU-a može se prenositi u bilo kojem iznosu iz jedne države u drugu. Svi prijenosi unutar Unije u eurima tretiraju se kao domaće transakcije i snose odgovarajuće domaće troškove prijenosa. To uključuje sve države članice EU, čak i one izvan eurozone pod uvjetom da se transakcije obavljaju u eurima. Naplata kreditne / debitne kartice i podizanje sredstava s bankomata unutar eurozone također se tretiraju kao domaće transakcije; međutim, platni nalozi na papiru, poput čekova, nisu standardizirani pa su i dalje tretiraju po domaćim pravilima. ESB je također uspostavio klirinški sustav TARGET za velike euro transakcije.

### Znak valute
Posebni znak valute eura (€) dizajniran je nakon što je javno istraživanje suzilo originalnih deset prijedloga na dva. Europska komisija tada je odabrala dizajn koji je stvorio Belgijanac Alain Billiet. O simbolu, Komisija je navela:
Inspiracija za sam simbol € potekla je od grčkog epsilona (Є) - reference na kolijevku europske civilizacije - i prvog slova riječi Europa, prekriženog dvjema paralelnim crtama kako bi se "potvrdilo" stabilnost eura.
Europska komisija također je odredila logotip eura s točnim omjerima te tonovima boja u prvom planu i pozadini. Postavljanje znaka valute u odnosu na numerički iznos razlikuje se od države do države. U hrvatskom jeziku numerički iznos piše se ispred znaka eura, kao i ispred njegove ISO oznake Primjer za to su sljedeće rečenice:  ''Navedeni iznos je u eurima. Radi se o svoti od 30 EUR. Rečeno je kako je potrebno uplatiti svotu od 30 €.''
U engleskom, irskom i malteškom jeziku redoslijed je obrnut, tj. oznaka dolazi ispred iznosa, bez razmaka između znaka i iznosa: npr. ''an amount of €30''.

## Povijest
██ Članice Eurozone
██ Članica ERM-II (Bugarska)
██ Članica ERM-II, odbila euro (Danska)
██ Ostale članice EU
Euro je uspostavljen odredbama Ugovora iz Maastrichta iz 1992. godine. Da bi sudjelovale u valuti, države članice trebaju ispuniti stroge kriterije, poput proračunskog deficita manjeg od 3% njihovog BDP-a, omjera vanjskog duga manjeg od 60% BDP-a (oba kriterija su na kraju uvelike prekršena od strane zemalja koje su uvele euro), niske inflacije i kamatnih stopa blizu prosjeka EU. Ugovorom iz Maastrichta Ujedinjenom Kraljevstvu i Danskoj odobreni su izuzeci od obveznog ulaska u monetarnu uniju. 
Naziv "euro" službeno je usvojen u Madridu 16. prosinca 1995. Belgijski esperantist Germain Pirlot, bivši učitelj francuskog jezika i povijesti zaslužan je za imenovanje nove valute slanjem pisma tadašnjem predsjedniku Europske komisije Jacquesu Santeru, sugerirajući naziv "euro" 4. kolovoza 1995.
Zbog razlika u nacionalnim konvencijama za zaokruživanje i značajnih znamenki, sva pretvorba između nacionalnih valuta morala se provesti postupkom triangulacije putem eura. Konačne vrijednosti jednog eura u smislu tečaja po kojem je valuta ušla u euro prikazane su u tablici ispod. Stope je utvrdilo Vijeće Europske unije, na temelju preporuke Europske komisije koja pak svoju odluku dovela na temelju tržišnih stopa na dan 31. prosinca 1998. Postavljeni su tako da jedna europska valutna jedinica (ECU) bude jednaka jednom euru. Europska valutna jedinica bila je računovodstvena jedinica koju je koristila EU, a temeljila se na valutama država članica; to nije bila valuta za sebe. 
Postupak korišten za utvrđivanje tečaja konverzije između grčke drahme i eura bio je drugačiji jer je euro tada već postojao dvije godine. Iako su stope konverzije za početnih jedanaest valuta određene samo nekoliko sati prije uvođenja eura, stopa konverzije za grčku drahmu utvrđena je nekoliko mjeseci prije.
Valuta je uvedena u virtualnom, nefizičkom obliku (putnički čekovi, elektronički prijenosi, bankarstvo itd.) u ponoć 1. siječnja 1999. godine, kada su nacionalne valute zemalja sudionica (eurozone) prestale samostalno postojati. Njihovi su se tečajevi međusobno zaključavali po fiksnim tečajevima. Euro je tako postao nasljednik Europske valutne jedinice (ECU). Novčanice i kovanice starih valuta, međutim, nastavile su se koristiti kao zakonsko sredstvo plaćanja sve dok nove novčanice i kovanice eura nisu uvedene 1. siječnja 2002. godine.
Razdoblje promjene tijekom kojeg su novčanice i kovanice bivših valuta zamijenjene za one od eura trajalo je oko dva mjeseca, do 28. veljače 2002. Službeni datum kada su nacionalne valute prestale biti zakonsko sredstvo plaćanja varirao je od države do države članice. Najraniji datum bio je u Njemačkoj, gdje je marka službeno prestala biti zakonsko sredstvo plaćanja 31. prosinca 2001., iako je razdoblje razmjene trajalo još dva mjeseca. Čak i nakon što su stare valute prestale biti zakonsko sredstvo plaćanja, nacionalne su ih središnje banke nastavile prihvaćati u razdobljima od nekoliko godina do unedogled (potonje vrijedi za Austriju, Njemačku, Irsku, Estoniju i Latviju za novčanice i kovanice, te za Belgiju, Luksemburg, Sloveniju i Slovačku ali samo za novčanice). Najranije kovanice koje su postale nekonvertibilne bili su one portugalskog eskuda, koje su prestale imati novčanu vrijednost nakon 31. prosinca 2002. godine, iako novčanice ostaju zamjenjive do 2022. godine.
| Valuta              | Kod (ISO 4217) | Tečaj zamjene | Godina zamjene |
| ------------------- | -------------- | ------------- | -------------- |
| austrijski šiling   | ATS            | 13,7603       | 2002.          |
| belgijski franak    | BEF            | 40,3399       | 2002.          |
| ciparska funta      | CYP            | 0,585274      | 2008.          |
| estonska kruna      | EEK            | 15,6466       | 2011.          |
| finska marka        | FIM            | 5,94573       | 2002.          |
| francuski franak    | FRF            | 6,55957       | 2002.          |
| grčka drahma        | GRD            | 340,75        | 2002.          |
| hrvatska kuna       | HRK            | 7,53450       | 2023.          |
| irska funta         | IEP            | 0,787564      | 2002.          |
| letonski lats       | LVL            | 0,702804      | 2014.          |
| litavski litas      | LTL            | 3,4528        | 2015.          |
| luksemburški franak | LUF            | 40,3399       | 2002.          |
| malteška lira       | MTL            | 0,4293        | 2008.          |
| monegaški franak    | MCF            | 6,55957       | 2002.          |
| nizozemski gulden   | NLG            | 2,20371       | 2002.          |
| njemačka marka      | DEM            | 1,95583       | 2002.          |
| portugalski eskudo  | PTE            | 200,482       | 2002.          |
| slovenski tolar     | SIT            | 239,64        | 2007.          |
| slovačka kruna      | SKK            | 30,126        | 2009.          |
| sanmarinska lira    | SML            | 1936,27       | 2002.          |
| španjolska pezeta   | ESP            | 166,386       | 2002.          |
| talijanska lira     | ITL            | 1936,27       | 2002.          |
| vatikanska lira     | VAL            | 1936,27       | 2002.          |

## Proširenje eurozone
Eurozona je stvorena s prvih 11 država članica 1. siječnja 1999. Prvo proširenje eurozone, na Grčku, dogodilo se 1. siječnja 2001., godinu dana prije nego što je euro fizički ušao u opticaj. 
Nakon toga su se dogodila sljedeća proširenja:
1. siječnja 2007. zajedničku je valutu uvela Slovenija, kao prva od zemalja koje su u Europsku uniju ušle 2004. godine.
1. siječnja 2008. jedinstvenu europsku valutu uveli su Cipar i Malta.
1. siječnja 2009. euro je uvela Slovačka.
1. siječnja 2011. euro je uvela Estonija.
1. siječnja 2014. euro je uvela Latvija.
1. siječnja 2015. euro je uvela Litva.
1. siječnja 2023. euro je uvela Hrvatska.
Svaka država koja uđe u EU bi trebala uzeti euro kao službeni novac, nakon najmanje dvije godine članstva u ERM II (European Exchange Rate Mechanism).
Hrvatska je ušla u mehanizam ERM II 2020. godine i uvela je euro 1. siječnja 2023.
Već od ulaska u članstvo Europske unije, prema riječima Borisa Vujčića, guvernera HNB, "želimo pristupiti eurozoni što prije bude moguće."
Hrvatska je 5. srpnja 2019. uputila zemljama članicama europodručja, Danskoj i institucijama Europske unije, pismo namjere o ulasku u Europski tečajni mehanizam (ERM II) čime je učinjen prvi formalni korak prema sudjelovanju u ERM II, koje prethodi uvođenju eura kao službene valute. Pismo namjere potpisali su ministar financija Zdravko Marić i guverner HNB-a Boris Vujčić.
Dana 10. srpnja 2020. Hrvatska je primljena u članstvo ERM II, hrvatska kuna je vezana uz euro u omjeru 1 EUR = 7,53450 HRK ±15%, a uvođenje eura se očekuje najranije 1. siječnja 2023.
Bugarska je 10. srpnja 2020. primljena u članstvo ERM II, a 1. siječnja 2026. bugarski lev bit će zamijenjen eurom.
Rumunjska je planirala uvesti euro 2022., no još uvijek ne zadovoljava uvjete za ulazak u članstvo ERM II.
Češka, Mađarska i Poljska ne planiraju ulazak u članstvo ERM II u dogledno vrijeme.
Danska je članica ERM II od 1999. i danska kruna je vezana uz euro u omjeru 1 EUR = 7,46038 DKK ±2,25%, ali je referendumom godine 2000. odbijeno uvođenje eura.
Švedska je referendumom godine 2003. odbila ulazak u ERM II i uvođenje eura.
Ujedinjeno Kraljevstvo nije ni namjeravalo uvesti euro već je zadržalo vlastitu valutu (funtu), a 2020. je napustilo Europsku uniju.

## Znak €
- nacrt simbola
- simbol pred Europskom središnjom bankom

U standardima Unicode i HTML se ovako predstavlja simbol za euro:
|             | Unikod | Unikod    | HTML     | HTML   | izgled ovisi o pregledniku | poveznice (engl.)                |
| k. točka    | naziv  | kod       | entitet  |        | izgled ovisi o pregledniku | poveznice (engl.)                |
| ----------- | ------ | --------- | -------- | ------ | -------------------------- | -------------------------------- |
| simbol euro | U+20AC | EURO SIGN | &#x20AC; | &euro; | €                          | detaljni podaci test preglednika |

| Yahoo! Finance: | AUD CAD CHF GBP HKD JPY USD |
| XE.com:         | AUD CAD CHF GBP HKD JPY USD |